# Cappella di Santa Maria di Momentana
La cappella di Santa Maria di Momentana è un edificio sacro che si trova in località Cappella di Momentana a Monterchi.

## Storia e descrizione
Una piccola chiesa di campagna dedicata a Santa Maria de Momentana o de Silva, ricordata fin dal XIII secolo, sorgeva isolata in questo luogo. L'edificio attuale deriva dalla trasformazione della chiesa in cappella cimiteriale nel 1785 attraverso la riduzione delle dimensioni originarie. Nel 1956 la chiesa fu completamente ristrutturata mutandone l'assetto, l'orientamento e le dimensioni secondo un asse ortogonale a quello precedente.
Per l'altare maggiore dell'antica chiesetta Piero della Francesca dipinse intorno al 1455 il celebre affresco della Madonna del parto, staccato nel 1911, qui conservato fino al 1992 ed oggi nei locali dell'ex scuola di Monterchi.